# Torgny Wärn
Torgny Erik Valter Wärn, född 25 december 1936, död 2024, var en tidnings- och trädtecknare. Han har medverkat på Dagens Nyheters ledarsida under åren 1983-1998 innan han lämnade stafettpinnen till Magnus Bard. Wärn debuterade i Göteborgs Handels- och Sjöfartstidning 1964 under signaturen "Barbarossa".